# 佐竹永太郎
佐竹 永太郎（さたけ えいたろう、1972年（昭和47年）2月19日 - ）は、日本の建築家（一級建築士）、クリエイティブディレクター。
ファインアートという切り口で建築デザインの仕事を始め、2002年に独立。建築デザイン事務所STARを立ち上げた後、teamSTAR®︎（ブランディングから建築・空間デザインまで、クライアントのニーズに総合的にアプローチするデザイン関連分野のエキスパートによるクリエイティブチーム）を設立。京都グローバルデザイン賞、アジア太平洋インテリアデザイン賞、A'デザイン賞、グッドデザイン賞など受賞多数。

## 来歴
東北大学大学院工学研究都市・建築学専攻（建築・環境デザイン）終了。東京芸術大学教授・北川原温のもとでアートを切り口とした建築デザインに従事し、2002年に独立する。2005年、ブランドデザインファーム、STAR／有限会社エスティエイアールを設立。2021年、teamSTAR®︎（ブランディングから建築・空間デザインまで、クライアントのニーズに総合的にアプローチするデザイン関連分野のエキスパートによるクリエイティブチーム）を設立。
「デザインの力で世界を美しくする」というコンセプトのもと、ホスピタリティデザインを得意とし、リゾートホテル、別荘、オフィスなど日本各地のプロジェクトに携わっている。また、リゾート施設での経験を活かした納骨堂や葬祭施設のデザイン、神社仏閣の再生なども手掛ける。

## 略歴
1972年、東京都北区生まれ
1987年、東京学芸大学附属高等学校入学
1990年、東北大学入学
1994年、東北大学工学部建築学科卒業
1996年、東北大学大学院工学研究科都市・建築学専攻卒業
1996年、北川原温建築都市研究所入所
2002年、STAR（エスティエイアール）設立
2005年、STAR/有限会社エスティエイアールに改組・代表取締役
2021年、teamSTAR®︎設立

## 主な作品
- 2011　JR大阪三越伊勢丹
- 2015　STAR Lounge
- 2017　INFINITO HOTEL＆SPA 南紀白浜
- 2018　MGY BASE
- 2018　稲毛陵苑
- 2023　Villa A
- 2023　大分妙蓮寺新納骨堂 Prabha
- 2024　Argha アルガ

## 受賞歴
- 2005　JCDデザイン賞2005 | 入選（Vanilla）
- 2012　JCDデザインアワード2012 | 入選（JR大阪三越伊勢丹）
- 2020　スカイデザインアワード2020 | 入選（MGY BASE）・特別賞（稲毛陵苑）[日本・香港]
- 2020　グッドデザイン賞2020 | 入選（MGY BASE・稲毛陵苑）[アメリカ]
- 2020　K-デザインアワード2020 | 金賞（MGY BASE）・入賞（稲毛陵苑）[韓国]
- 2020　アーキテクチャーマスタープライズ2020 | 特別賞（稲毛陵苑）[アメリカ]
- 2021　ドイツデザインアワード2021 | 入賞（MGY BASE）・特別賞（稲毛陵苑）[ドイツ]
- 2021　APIDA2020 | 金賞および審査員特別賞（MGY BASE）[香港]
- 2021　IFデザイン賞2021 | 入賞（MGY BASE）[イギリス]
- 2021　A’デザイン賞2021 | 銅賞（MGY BASE・稲毛陵苑）[イタリア]
- 2023　京都国際デザイン賞2023 | STARが世界のBest100に選出
- 2023　Global Architecture Design Awards (GADA)2023 | 銀賞（MGY BASE）
- 2024　A'デザイン賞2024 | 銀賞（Villa A）[イタリア]
- 2024　スカイデザインアワード2024 | 入選（Villa A）[日本・香港]
- 2024　K-デザインアワード2024 | 金賞（Prabha）・入賞（Villa A）[韓国]
- 2024　台北デザインアワード2024 | 入賞（Prabha）[台湾]

## 設計競技（コンペティション）
- 1993　大河原公園及び周辺施設公開設計競技　特別奨励賞
- 1995　せんだいメディアテーク公開設計競技　佳作
- 2007　仙台広瀬川橋梁他設計競技　特別賞